# 玉城慶也
玉城 慶也（たまき けいや、1992年11月21日 - ）は、沖縄県浦添市出身のハンドボール選手。日本ハンドボールリーグのトヨタ車体所属。

## 経歴
興南高等学校時代は2009年に男子ユースオリンピックアジア予選の日本代表U-19に選出。2010年には第4回男子ユースアジア選手権の日本代表U-19に選ばれた。
高校卒業後は早稲田大学へ進学し、2012年に第13回男子ジュニアアジア選手権の日本代表U-21に選出された。
2014年は春季リーグ・秋季リーグで最優秀選手を受賞。8月には第22回世界学生選手権の日本代表U-24に選出された。同年の全日本学生ハンドボール選手権大会（インカレ）では優秀選手賞を受賞した。
2015年に日本ハンドボールリーグのトヨタ車体へ加入。7月に第28回ユニバーシアード競技大会の日本代表に選ばれた。

## 詳細情報

### 年度別成績
| 年       | チーム     | 試合 | フィールド 得点 | 率   | 7m  | 合計  | 警告 | 退場 | 失格 |
| -------- | ---------- | ---- | --------------- | ---- | --- | ----- | ---- | ---- | ---- |
| 2015-16  | トヨタ車体 | 0    | -               | -    | -   | -     | -    | -    | -    |
| 2016-17  | トヨタ車体 | 15   | 14/26           | .538 | 0/0 | 14/26 | 1    | 0    | 0    |
| 2017-18  | トヨタ車体 | 21   | 14/38           | .368 | 0/0 | 14/38 | 1    | 2    | 0    |
| 2018-19  | トヨタ車体 | 23   | 13/22           | .591 | 0/0 | 13/22 | 0    | 3    | 0    |
| JHL：4年 | JHL：4年   | 59   | 41/86           | .477 | 0/0 | 41/86 | 2    | 5    | 0    |

### 記録

#### 日本ハンドボールリーグ
- フィールドゴール初得点：2016年10月16日、対大崎電気戦（高松市香川総合体育館）[10]

### 背番号
- 14 (2015年 - )

## 代表歴

### 日本代表U-24
- 世界学生選手権 (2014年)
- ユニバーシアード競技大会 (2015年)

### 日本代表U-21
- ジュニアアジア選手権 (2012年)

### 日本代表U-19
- ユースオリンピックアジア予選 (2009年)
- ユースアジア選手権 (2010年)